# Boernerina sibirica
Boernerina sibirica är en insektsart. Boernerina sibirica ingår i släktet Boernerina och familjen långrörsbladlöss. Inga underarter finns listade i Catalogue of Life.